# 弗兰斯·法贝尔
弗兰斯·法贝尔（丹麥語：Frands Faber，1897年4月22日—1933年6月23日），丹麦前男子曲棍球运动员。他曾代表丹麦国家队参加1920年夏季奥林匹克运动会曲棍球比赛，获得一枚银牌。